# پزشک دهکده (فیلم ۱۹۰۹)
پزشک دهکده (انگلیسی: The Country Doctor) یک فیلم صامت در سبک درام به کارگردانی دیوید وارک گریفیت است که در سال ۱۹۰۹ منتشر شد. این فیلم در حال حاضر، در مالکیت عمومی قرار دارد و در آرشیو موزه هنر مدرن و کتابخانه کنگره نگهداری می‌شود.

## بازیگران
- کیت بروس
- آدل دی‌گارد
- گلادیس اگان
- فلورنس لورنس
- مری پیکفورد
- فرانک پاول